# Svend Erik Kristensen
Svend Erik Kristensen (* 24. Juni 1956) ist ein ehemaliger dänischer Marathonläufer.
Bei den Crosslauf-Weltmeisterschaften kam er 1980 in Paris auf Platz 129 und 1981 in Madrid auf Platz 183.
1981 wurde er Zweiter beim Karl-Marx-Stadt-Marathon. Im Jahr darauf stellte er als Sechster beim Tokyo International Men’s Marathon mit 2:12:33 h einen nationalen Rekord auf und wurde Zweiter beim Westland Marathon. Beim Marathon der Europameisterschaften 1982 in Athen erreichte er nicht das Ziel.
1983 stellte er beim Husumer Wintermarathon mit 2:15:17 h den aktuellen Streckenrekord auf. Beim London-Marathon kam er auf Rang 29, und beim Amsterdam-Marathon wurde er Vierter. Einem 17. Platz bei den Weltmeisterschaften in Helsinki folgte ein zweiter Platz beim Enschede-Marathon.
1984 wurde er Zehnter in London, siegte bei Marathonläufen in Genf und Örebro und gewann den Dublin-Marathon. Im darauffolgenden Jahr wurde er Fünfter beim Stockholm-Marathon und Vierter beim Peking-Marathon. 1986 kam er beim Houston-Marathon auf den elften Platz und wurde er als Gesamtsieger beim Kopenhagen-Marathon Dänischer Meister. 1987 siegte er erneut in Kopenhagen, und 1988 kam er in London auf den 25. Platz.
Insgesamt wurde er viermal Dänischer Marathonmeister (1981, 1986, 1990, 1991).

## Persönliche Bestzeiten
- 10.000 m: 29:11,43 min, 13. August 1982, Aarhus
- Halbmarathon: 1:04:23 h, 3. Mai 1987, Istanbul
- Marathon: 2:11:51 h, 13. Oktober 1985, Peking